# Matylda Damięcka
Matylda Damięcka (ur. 10 czerwca 1985 w Warszawie) – polska aktorka teatralna, filmowa i telewizyjna, karykaturzystka i wokalistka.

## Rodzina
Matylda Damięcka pochodzi z rodziny aktorskiej z przedwojennymi tradycjami. Aktorami byli jej dziadkowie Dobiesław i Irena z Górskich Damięccy. Jej rodzice Maciej i Joanna Damięccy oraz brat Mateusz także są aktorami. Zawód aktora uprawiają również stryj Matyldy Damian oraz jej kuzyn Grzegorz.
| 4. Dobiesław Damięcki (polski aktor)         |  |                                        |  |  |                     |
|                                              |  | 2. Maciej Damięcki (polski aktor)      |  |  |                     |
| 5. Irena Górska-Damięcka (polska aktorka)    |  |                                        |  |  |                     |
|                                              |  |                                        |  |  | 1. Matylda Damięcka |
| 6. Edward Stankiewicz (inżynier i dyplomata) |  |                                        |  |  |                     |
|                                              |  | 3. Joanna Stankiewicz (polska aktorka) |  |  |                     |
| 7. ?                                         |  |                                        |  |  |                     |
|                                              |  |                                        |  |  |                     |

Jest absolwentką Akademii Teatralnej im. Aleksandra Zelwerowicza w Warszawie, którą ukończyła w 2008.

## Teatr
Matylda Damięcka zadebiutowała w 1995 w spektaklu telewizyjnym pt. Różany zamek reżyserii Wojciecha Molskiego, wcielając się w rolę Jutrzenki. Grała również na deskach warszawskich teatrów: Teatr Nowy w Warszawie, Akademia Teatralna w Warszawie, Teatr Kamienica, Teatr Scena Prezentacje w Warszawie, Teatr Druga Strefa w Warszawie, a także w Tarnowskim Teatrze im. Ludwika Solskiego oraz w Grupie Dochodzeniowej.

### Spektakle teatralne

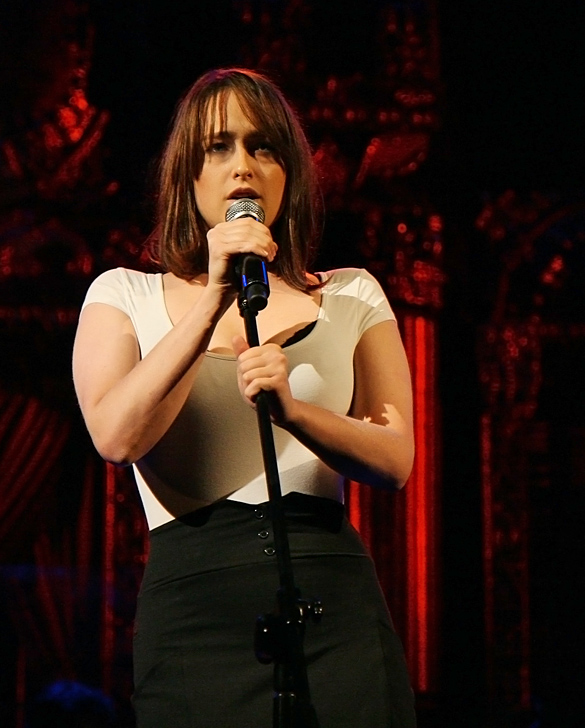
Matylda Damięcka podczas koncertu „Pamiętajmy o Osieckiej” (2008)

| Teatr Nowy w Warszawie - 2002: Kordian, czyli spisek koronacyjny Juliusz Słowacki (reż. Adam Hanuszkiewicz) jako Uczennica przedstawienie impresaryjne - 2002: Eros i drażnięta Jan Andrzej Morsztyn (reż. Adam Hanuszkiewicz) jako Filis - 2008: Koncert. Polskie kobiece Program składany (reż. Adam Biernacki) Akademia Teatralna w Warszawie - 2007: Lokatorzy (reż. Waldemar Śmigasiewicz) jako Harold Pinter, Julie - 2008: Wiśniowy sad Antoni Czechow (reż. Jewgienia Safonowa) jako Waria Teatr Kamienica w Warszawie - 2009: Szwindel. Piosenki kabaretu międzywojnia Program składany (reż. Adam Biernacki) - 2009: Mleko Vassilis Katsikonouris (reż. Sebastian Chondrokostas) Teatr Scena Prezentacje w Warszawie - 2009: Diabeł w purpurze (reż. Romuald Szejd) jako Maria Mancini Grupa Dochodzeniowa - 2010: Dochodzenie Program składany (reż. Adam Biernacki) - 2011: Wyprawy krzyżowe Miron Białoszewski (reż. Adam Biernacki) jako Hybryda-Templariuszka - 2012: TV Lab Antoine Rault (reż. Wojciech Faruga) Teatr Druga Strefa w Warszawie - 2010: Pasożyty Marius von Mayenburg (reż. Tomasz Gawron) Teatr im. Ludwika Solskiego w Tarnowie - 2012: Trzy siostry Antoni Czechow (reż. Ewelina Pietrowiak) jako Natasza Teatr Polonia w Warszawie - 2012: Kopciuszek Jan Brzechwa (reż. Maria Ciunelis) Teatr Telewizji - 1995: Różany zamek (reż. Wojciech Molski) jako Jutrzenka - 2000: Zbliżenie (reż. Piotr Łazarkiewicz) jako Młoda - 2000: Siedemnastolatek (reż. Teresa Kotlarska) |

## Kariera filmowa
Matylda Damięcka na małym ekranie zadebiutowała w 1996 roku w serialu telewizyjnym Dom. Potem grała w serialach, takich jak m.in. Marzenia do spełnienia, Na dobre i na złe, Zaginiona Matyldę Rogulską, przyjaciółkę głównej bohaterki, Na Wspólnej Karolinę Brzozowską, córkę Barbary i Andrzeja oraz siostrę Daniela i Kuby, Czas honoru Wisię Buczkowską. Jedyny występ Matyldy Damięckiej na dużym ekranie miał miejsce w 2009 roku w filmie pt. Królowa Śniegu, gdzie wcieliła się w postać Dżany. W 2009 roku grała w etiudzie szkolnej pt. Królewna.
Matylda Damięcka angażuje się również jako aktorka dubbingowa. Po raz pierwszy użyczyła głosu w 2007 roku w filmie animowanym pt. Niezły kanał postaci Oli. Użyczała także głosu postaci Annabeth Chase o cyklu filmów o Percym Jacksonie: Percy Jackson i bogowie olimpijscy: Złodziej pioruna i Percy Jackson: Morze potworów.

## Filmografia

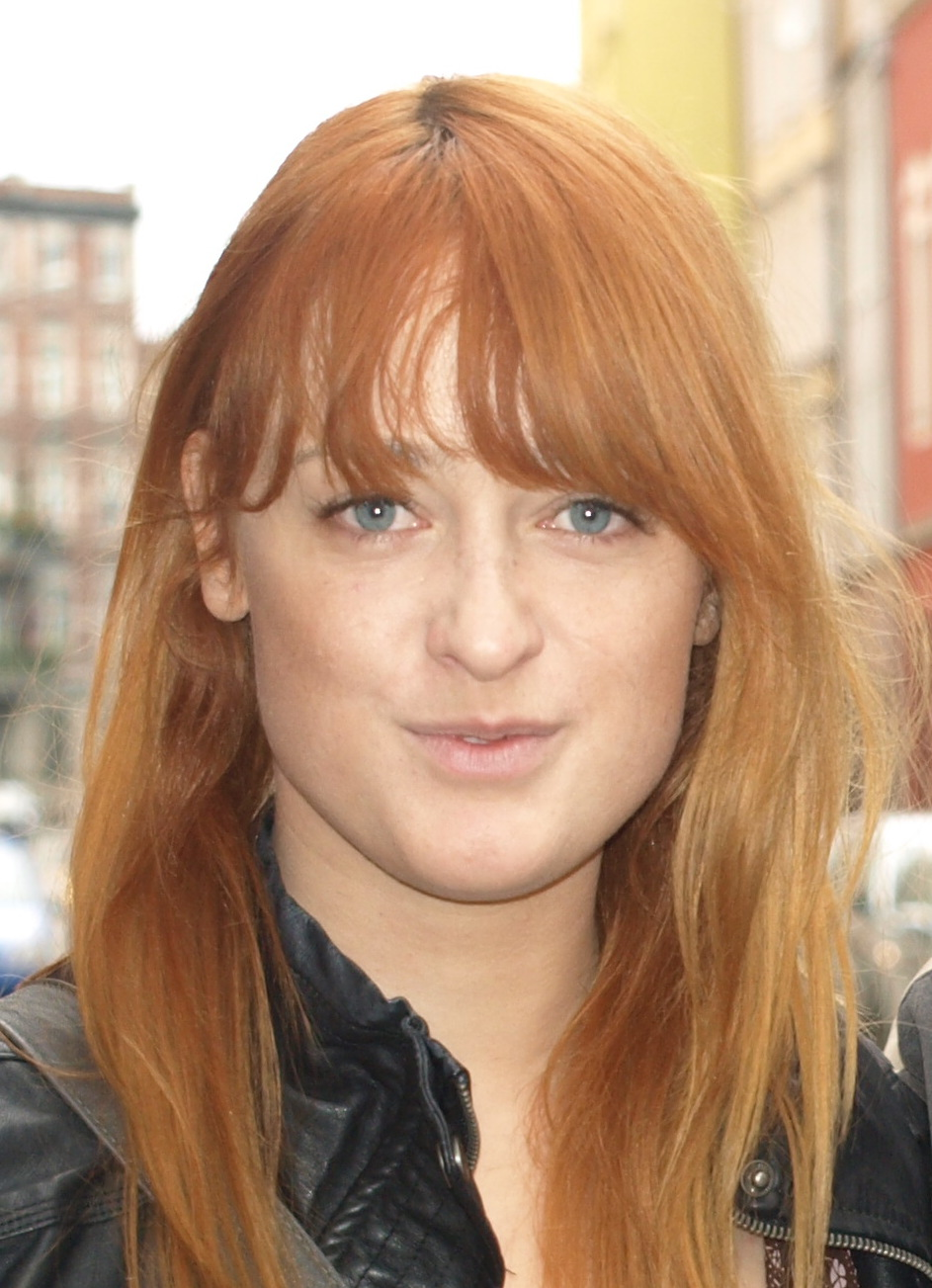
Matylda Damięcka (2011)

### Filmy
- 2009: Królowa śniegu jako Dżan
- 2022: Noc w przedszkolu jako Kacha
- 2022: Apokawixa jako Robsonica

### Seriale
- 1996: Dom jako córka Należytego (odc. 15)
- 2001–2002: Marzenia do spełnienia jako Matylda Pawelczyk
- 2002: Na dobre i na złe jako Dominika Grudzińska (odc. 104)
- 2003: Zaginiona jako Matylda Rogulska, koleżanka Uli (odc. 1, 3, 4, 6)
- 2003–2007: Na Wspólnej jako Karolina Brzozowska, córka Barbary i Andrzeja
- 2003: Kasia i Tomek jako kandydatka na opiekunkę dla Lukasa (głos, odc. 30)
- 2007: Tylko miłość jako prostytutka
- 2008: Czas honoru jako Wisia Buczkowska, żona Edwarda (odc. 4–5, 7, 9–11)
- 2010–2011: Na dobre i na złe jako Aśka Duda (odc. 421, 427–428, 430–433, 435–438)
- 2013: SkarLans
- 2017: Wataha jako strażniczka Boczarska (seria 2, odc. 8, 9, 11)

### Etiudy szkolne
- 2009: Królewna

### Dubbing
- 2007: Niezły kanał jako Ola
- 2007: Storm Hawks jako Faja
- 2010: Percy Jackson i bogowie olimpijscy: Złodziej pioruna jako Annabeth Chase
- 2013: Percy Jackson: Morze potworów jako Annabeth Chase

## Muzyka
- W 2011 wystąpiła gościnnie w utworze „Nie nie nie” na albumie Eko grupy Monopol[3] oraz wystąpiła w teledysku do tej piosenki[4].
- W marcu 2013 wzięła udział w koncercie pt. „Bowie – first step” na cześć Davida Bowie, podczas którego wcieliła się w rolę tego artysty[5].
- W styczniu 2014 opublikowała cover utworu Davida Bowie „Let's Dance”, który spotkał się z pozytywnym odbiorem[6].
- W 2023 roku założyła z Radkiem Łukasiewiczem zespół[7] Matylda/Łukasiewicz, z którym koncertuje.

### Dyskografia
| Rok  | Dane dot. albumu | Pozycja na liście |
| Rok  | Dane dot. albumu | OLiS              |
| ---- | --- | ----------------- |
| 2024 | Matka (jako Matylda/Łukasiewicz) - Wydany: 15 maja 2024 - Wydawca: Adult Contemporary, Echo Production - Format: CD, digital download, streaming, płyta winylowa | 11                |

#### Single[10]
| Rok  | Tytuł               | Album |
| ---- | ------------------- | ----- |
| 2023 | "Matka"             | Matka |
| 2023 | "Zamknąć"           | Matka |
| 2023 | "Mężczyźni"         | Matka |
| 2023 | "Nudny rok"         | Matka |
| 2023 | "Czuły barbarzyńca" | Matka |
| 2024 | "Sepleń"            | Matka |
| 2024 | "Kastet"            | Matka |

## Nagrody
- 2012: Wyróżnienie na Przeglądzie Piosenki Aktorskiej w Konkursie Aktorskiej Interpretacji Piosenki
- 2012: Nagroda Główna „Złe Jabłko” na Festiwalu Piosenki i Ballady Filmowej[11]